# 라이스 스타디움
라이스 스타디움(Rice Stadium)는 미국 텍사스주 휴스턴에 위치한 다목적 경기장이다. 과거 UFL 휴스턴 레프넥스의 홈 경기장으로 사용하고 있다.